# Monti Daba
I monti Daba (cinese: 大巴山; pinyin: Daba Shan; romanizzazione Wade-Giles: Ta-pa Shan) sono, in senso lato, una catena montuosa della Cina centrale situata lungo il confine tra la provincia dello Shaanxi a nord e la provincia del Sichuan e la municipalità di Chongqing a sud, e che si estende inoltre a nord-ovest e a sud-est nelle province di Gansu e Hubei. In senso più stretto, il nome designa unicamente una sezione della catena.
Nel senso più ampio, i monti Daba, come i monti Qin (o Tsinling) a nord, dai quali sono separati dalla valle del fiume Han, costituiscono un prolungamento orientale dei monti Kunlun. I monti Daba sono costituiti da varie catene montuose - tra le quali, da ovest a est, i monti Motian (lungo il confine Gansu-Sichuan), Micang e Daba propriamente detti (che insieme delimitano i confini Shaanxi-Sichuan e Shaanxi-Chongqing), e Wudang (nello Hubei) - che formano la cimosa settentrionale del bacino del Sichuan. 
I monti Daba sono drenati da un complesso sistema fluviale che riversa le sue acque nel fiume Yangtze (Chang Jiang), sia direttamente che indirettamente, attraverso numerosi fiumi intermedi, tra i quali lo Han e il Jialing. Il fiume Jialing, che nasce sui monti Qin e passa attraverso la sezione occidentale dei monti Daba, tra i monti Motian e Micang, fornisce la rotta principale tra lo Shaanxi e il Sichuan e la Cina sud-occidentale. I Daba non sono così elevati o imponenti quanto i monti Qin: la loro altitudine media supera i 2000 m sul livello del mare, e alcune vette individuali raggiungono i 2200–2700 m. Il Da Shennongjia, situato a nord della gola di Wuxia, la seconda delle Tre Gole dello Yangtze, è la vetta più elevata della sezione orientale, raggiungendo i 3053 m. A nord del monte è situato un parco nazionale, comprendente al suo interno una foresta vergine, istituito negli anni '80 per proteggere la fauna selvatica.
Sebbene il termine «monti Daba» venga spesso utilizzato in senso più ampio per indicare l'intero complesso montuoso, più precisamente parlando esso si applica unicamente ai monti Daba propriamente detti, una più piccola componente dell'intero complesso, o al raggruppamento che riunisce monti Daba propriamente detti e monti Micang. Entrambe queste catene si trovano a sud di Hanzhong nella valle del fiume Han. I monti Daba propriamente detti, sia da soli che uniti ai monti Micang, vengono chiamati anche monti Ba. I monti Micang, chiamati così da una delle loro cime maggiori, il monte Micang appunto (2472 m), sono separati dai monti Daba dal fiume Ren. I monti Daba propriamente detti talvolta vengono chiamati anche monti Jiulong («Nove Dragoni»), dal nome di una loro vetta principale (2603 m). A nord dei monti Micang e Daba e a est di Yangxian (nello Shaanxi) vi sono una serie di alte creste disposte lungo un asse nord-sud note come monti Xingzi.
Il complesso dei monti Daba è scarsamente popolato. Gran parte dell'area è ancora ricoperta da foresta vergine, sebbene la regione sia abitata almeno dal XVIII secolo. L'estremità occidentale della catena è relativamente arida e presenta una copertura forestale meno fitta. Gran parte della catena è costituita da arenarie dolomitiche.